# 天龍號太空船C201
天龍號太空船C201（英語：Dragon C201），又稱為蜻蜓號（英語：Dragon 2 DragonFly）。是一款原型的亞軌道火箭動力測試載具，用於SpaceX天龍號太空船2號的強制降落版本。2015年10月，蜻蜓號在德克薩斯州的McGregor火箭測試設施進行了測試。但是，由於NASA承擔的核查負擔太大而無法證明其合理性，因此開發工作最終停止了。

## 外部連結
- 维基共享资源上的相關多媒體資源：天龍號太空船C201